# 5344 Ryabov
5344 Ryabov este un asteroid din centura principală de asteroizi.

## Descriere
5344 Ryabov este un asteroid din centura principală de asteroizi. A fost descoperit pe 1 septembrie 1978 la Observatorul de Astrofizică din Crimeea de Nikolai Cernîh. El prezintă o orbită caracterizată de o semiaxă mare de 2,70 ua, o excentricitate de 0,16 și o înclinație de 7,1° în raport cu ecliptica.